# Un miliard de ani până la sfârșitul lumii
Un miliard de ani până la sfârșitul lumii (în rusă За миллиард лет до конца света) este un roman științifico-fantastic  scris de Arkadi și Boris Strugațki în 1976.

## Prezentare
Romanul are loc în Leningrad, URSS, se pare că în anii 1970. 
Protagonistul, Dmitri Alekseevici Maleanov (Дмитрий Алексеевич Малянов) este un astrofizician care, în timp ce este oficial în vacanță, continuă să lucreze la teza sa, „Interacțiunea stelelor cu materia galactică difuză”. În momentul în care începe să-și dea seama că se află în pragul unei descoperiri revoluționare demne de un premiu Nobel, viața lui este afectată de evenimente ciudate. 

## Traduceri
- Un miliard de ani până la sfârșitul lumii, Editura Paralela 45, 2008[1]
- Un miliard de ani până la sfârșitul lumii, Editura Paralela 45, 2011[2]